# Д’Арленкур, Виктор
Виктор д’Арленкур (фр. Charles-Victor Prévost d'Arlincourt; 26 сентября 1788, Маньи-ле-Амо, метрополия Франции — 22 января 1856, 10-й округ Парижа) — французский поэт, историк и писатель. Его популярность в начале XIX века была так велика, что его называли «Принцем романтики», и единственным, кто мог оспорить у него в то время этот титул, был Виктор Гюго.

## Биография
Виконт Виктор д’Арленкур родился 26 сентября 1788 году в замке Мерантр близ Версаля.
С 1801 года д’Арленкур занимался политикой, был членом Госсовета, затем служил военным интендантом Испании. В 1814 году занял должность спикера Госсовета в новом правительстве. Сначала он поддерживал политику Наполеона I, однако потом принял сторону Бурбонов.
Виктор д’Арленкур написал несколько высокопарных романов с реакционно-аристократическим направлением: «L’étrangère», «Le renégat» и «Le solitaire» (последний был переведен практически на все основные европейские языки).
После июльской революции 1830 года во Франции д’Арленкур стал писать исторические романы, которые зачастую представляли собой памфлеты, полные намеков на новую мещанскую монархию Луи-Филиппа I: «Les rebelles sous Charles V» (2 изд., 6 том., 1832 г.), «Les ecorcheurs ou l’usurpation et la peste» (3 т., 1833 г.), «Le brasseur roi» (4 изд., 1835 г.) и т. д.
В 1842 году Виктор д’Арленкур прибыл в столицу Российской империи город Санкт-Петербург, где его ждал большой успех. Русских он описывал следующими словами: «из русских очень трудно вытянуть то, что хочется узнать, в особенности если дело касается политики… не столько оттого, что там все проникнуто варварством и деспотизмом, сколько оттого, что там ничто не подвержено гласности и обсуждению. Там не комментируют, а исполняют. Там не критикуют, а почитают…» Однако он весьма благосклонно относился к России. Он неоднократно тепло отзывался о Пётр Великом и Николае I. После посещения петербургского театра им были написаны следующие строки: «Я испытал истинное чувство гордости и радости, когда войдя в театр, находящийся в пятистах лье от Парижа, внезапно очутился во французском зрительном зале, а передо мной на сцене французские актёры разыгрывали французские пьесы. „Франция вездесуща“, — говорил я себе и отказывался верить, что меня отделяет от неё огромное расстояние».
Февральская революция 1848 года подстегнула его выступить с различными брошюрами («Dieu le veut», «Place au droit» и т. д.), в которых он требовал воцарения законного наследника престола.
Виктор д’Арленкур скончался 22 января 1856 года в Париже.

## Критика
Имел общеевропейскую популярность, которая закончилась ещё при жизни. Отрицательно относились к его творчеству Сент-Бёв и Стендаль, последний отмечал «маленький, очень маленький талант» д’Арленкура, который сумел, однако, подкупить французских критиков, которые сравнивали его сочинения («Отшельник», «Ренегат», «Ипсибоэ») с «Персидскими письмами» Ш. Монтескьё, «Характерами» Лабрюйера, романами Вальтера Скотта.